# 1847 год в науке
В 1847 году были различные научные и технологические события, некоторые из которых представлены ниже.

## События
- 1 октября — Вернер фон Сименс, совместно с Иоганном Гальске создал фирму Telegraphen-Bauanstalt Siemens & Halske, занимавшуюся кроме электротелеграфии широким кругом работ в области точной механики и оптики, а также созданием электромедицинских аппаратов. Сегодня эта компания известна, как Siemens AG.

## Родились
- 17 января — Николай Егорович Жуковский, русский учёный (ум. 1921).
- 11 февраля — Томас Алва Эдисон, американский изобретатель (ум. 1931).
- 3 марта — Александер Грэм Белл, американский изобретатель и предприниматель (ум. 1922).
- 16 мая — Иван Владимирович Цветаев, российский историк, археолог, филолог и искусствовед, создатель и первый директор Музея изящных искусств в Москве (ныне Музей изобразительных искусств имени А. С. Пушкина) (ум. 1913).
- 24 мая — Вильгельм Хаарман, немецкий химик (ум. 1931).
- 2 июня (по другим сведениям 16 апреля) — Нил Фёдорович Филатов, русский врач, основатель русской педиатрической школы (ум. 1902).
- 10 июля — Владимир Георгиевич Глики, русский медик, приват-доцент Московского университета; доктор медицины (ум. 1887).
- 10 сентября — Иван Яковлевич Фойницкий, российский криминалист, ординарный профессор.
- 14 сентября — Павел Николаевич Яблочков, русский электротехник (ум. 1894).
- 18 октября — 
  - Александр Николаевич Лодыгин, русский электротехник, изобретатель лампы накаливания (ум. 1923).
  -  Лавослав Гейтлер, австрийский лингвист (ум. 1885).
- 16 ноября — Николай Данилович Юргенс, русский морской офицер, гидрограф и полярный исследователь (ум. 1898).
- 4 декабря — Яков Оттонович Наркевич-Иодко, белорусский учёный-естествоиспытатель, врач, изобретатель электрографии и беспроволочной передачи электрических сигналов, профессор электрографии и магнетизма.

## Скончались
- 27 апреля — Станислав Бонифацы Юндзилл, литовский естествоиспытатель, профессор Виленского университета.
- 30 апреля — эрцгерцог Карл Людвиг Австрийский, герцог Тешен, австрийский полководец и военный теоретик, фельдмаршал, участник Революционных и Наполеоновских войн (род.1771)
- 15 мая — Макарий (Глухарёв), российский православный миссионер, переводчик Библии.
- 14 июля — Джузеппе Жене, итальянский натуралист.
- 23 августа — Ян Чечот, польский поэт и белорусский фольклорист.
- 12 ноября — Уильям Кристофер Цейзе, датский химик-органик. Один из пионеров металлоорганической химии.